# Raymar Morgan
Jeffery Raymar Morgan (Canton, Ohio; 8 de septiembre de 1988) es un jugador de baloncesto estadounidense que pertenece a la plantilla del Science City Jena de la ProA, el segundo nivel del baloncesto alemán. Con 2,03 metros de estatura, juega en la posición de alero.

## Trayectoria deportiva

### Universidad
En la temporada 2008-09, Morgan vivía su penúltimo año como spartan, mientras Green era un novato que buscaba convencer a Tom Izzo, uno de los grandes entrenadores del baloncesto universitario, llegando a la final que perdió ante North Carolina. Al año siguiente, los Spartans repitieron presencia en la Final Four. 
En 2010, Raymar cerró su etapa en Michigan State con una sólida reputación, fruto del aprendizaje al lado de Izzo. Fue incluido en los mejores quintetos de la poderosa conferencia Big Ten, siempre fue muy valorado por los entrenadores, pero no entró en el draft de la NCAA y tuvo que empezar su carrera profesional en Israel. Allí estuvo tres años (Maccabi Rishon, Ironi Ahskelon y Netanya) antes de pasar al Gottingen, donde promedió 16,2 puntos y fue el jefe del equipo junto a Alex Ruoff. 

### Profesional
En la temporada 2014-2015, es una de las estrellas del BG Göttingen que a punto ha estado de meterse en los Playoffs tras ascender el pasado anterior de Pro-A. Una vez finalidada también la temporada en Alemania, Morgan ha abandonado el equipo para reforzar al Panathinaikos, en una gran oportunidad para él a nivel europeo y jugar los play-off por el título de liga en Grecia.
Tras salir del Panathinaikos, firmaría por el Ratiopharm Ulm, convirtiéndose en máximo anotador y reboteador en la Eurocup.
En la temporada 2017-18, jugaría en las filas del Tofaş Spor Kulübü de la Basketbol Süper Ligi.
En las siguientes dos temporadas formaría parte de la plantilla de UNICS Kazán, con el que disputaría la liga doméstica y la VTB League.
En la temporada 2020-21, firma por el Pınar Karşıyaka de la Basketbol Süper Ligi.
El 2 de julio de 2021, se convierte en jugador del ASVEL Lyon-Villeurbanne de la Ligue Nationale de Basket-ball por una temporada con opción a otra.
El 28 de junio de 2022 firmó con el Galatasaray Nef de la Basketbol Süper Ligi.
El 16 de noviembre de 2022, firma por el Manisa BB de la Basketbol Süper Ligi turca, con el que acabaría la temporada.
El 2 de enero de 2024, firma por el Club Baloncesto Breogán de la Liga Endesa para reforzar sus entrenamientos.
El 30 de agosto de 2024 firmó con el Science City Jena de la segunda división alemana ProA.